# Robert Kramer
Robert Kramer   (Nova York, 22 de juny de 1939 - Rouen, 10 de novembre de 1999) va ser un director de cinema.
És un excel·lent exemple del món cinematogràfic estatunidenc, més enllà de l'underground en el qual a vegades se li vol enquadrar. A través de les seves pel·lícules, Kramer ha donat un testimoniatge lúcid i apassionat de la lluita militant així com dels canvis ideològics produïts en el món en les últimes tres dècades.
Va treballar als EUA i, durant vint anys, a França, exiliat per motius ideològics. Va morir en 1999 durant el treball de muntatge de Cités de la Plaine.

## Trajectòria
Va néixer a Nova York en 1939; era fill d'un metge. Va estudiar Filosofia i Història d'Europa Occidental, i va començar a escriure poemes, novel·les i obres de teatre que mai van ser publicades. Apassionat pel periodisme, va anar durant un temps reporter a Amèrica Llatina.
En 1967 va fundar el moviment The Newsreel, una cooperativa de cineastes dedicada a filmar noticiaris que va estar entre les primeres que van produir films sobre la guerra del Vietnam i el seu impacte als Estats Units. Va fer uns 60 documentals i curts sobre temes polítics entre 1967 i 1971.
Ja des dels seus primers treballs In the Country (1967) i The edge (1968), Robert Kramer va qüestionar les polítiques tant internes com externes del seu país; mentre que Ice (1969) és un notable treball que resumeix la militància política en els anys seixanta, cavalcant entre el documental i la ficció, una característica estilística que mantindrà al llarg de la seva filmografia com a tret distintiu de les seves millors pel·lícules. La pel·lícula és un treball sobre la guerrilla urbana, durant la preparació, el enfentamiento i el final d'un assalt a una fàbrica. És un dels més brillants exponents del seu cinema.
Va estar a Vietnam, on va filmar People's War, un film contra la política exterior estatunidenca, que no va ser ben rebut pels norvietnamitas, per la seva anàlisi dura de la seva realitat. Milestones (1975), dedicat al "heroic Vietnamese people", és una altra llarga i gran pel·lícula seva, en la qual apareixen restes de comunes, veterans de guerra, activistes diversos, militants de cálulas, i altres persones que donen el seu punt de vista d'un mode alhora molt cuidat i molt espontani. És un document impressionant sobre la joventut americana de llavors, marginada de la vida política i econòmica oficial.
Davant les dificultats de realitzar pel·lícules al seu país en l'època del "reaganismo" (i sentint-se exiliat al seu país) Robert Kramer es va instal·lar en França. Havia trobat productors francesos per a Guns, documental sobre la guerra civil a Angola, que es va mostrar al Nova York Film Festival en 1980. Des de París, al llarg de dues dècades va fer diversos treballs que van oscil·lar entre la ficció i el documental.
Va fer dos films personals sobre el seu exili: Doc's Kingdom (1987), el més famós, que és una ombrívola anàlisi dels moviments radicals, i Route One USA (1989), que és un "road movie". En 1989 va fer Notre Nazi sobre Thomas Harlan.
En 1992 va viatjar Vietnam per a rodar Point de Départ, un documental sobre els canvis soferts en la societat vietnamita. En 1996, va fer Walk the Walk, reflexió sobre l'estat d'Europa, partint d'una família i de com veu aquesta a Rússia.
En els últims anys va ser professor a França, i va poder a més acabar la seva última pel·lícula Cités de la Plaine (1999), un film de caràcter experimental, abans que una meningitis posés fi a la seva vida als seixanta anys.

## Pel·lícules
- FALN (1965)
- In the Country (1967)
- The Edge (1968)
- The People's War (1970)
- Ice (1970), 128 min.
- Milestones (1975), 199 min.
- Scenes from the Class Struggle in Portugal (1977)
- Guns (1980)
- À toute allure (1982)
- Notre nazi (1985)
- Diesel (1985)
- Doc's Kingdom (1987)
- Route One/USA (1989)
- Contre l'oubli (1991)
- Starting Place/Point de départ (1994)
- Le manteau (1996)
- Walk the Walk (1996)
- The Ghosts of Electricity (1997)
- Cités de la plaine (2001)

## Premis i distincions
Festival Internacional de Cinema de Venècia
| Any  | Categoria                 | Pel·lícula | Resultat  |
| ---- | ------------------------- | ---------- | --------- |
| 1980 | Menció especial del jurat | Guns       | Guanyador |